# THE KouL BLACKFOX
THE KouL BLACKFOX（ザ・コール・ブラックフォックス）1982年1月13日）は、日本のシンガーソングライター。2018年に音楽活動をスタートさせ、1年間に11曲のオリジナル楽曲を制作し、音楽番組、「Music monster」にも出演。

## 来歴
- 2006〜2017年 - 5ブランドにわたるメンズファッションブランドを自身で立ち上げ、その 後11年間プロデューサーとして活躍。
- 2006〜2014年 - その独特な世界観が話題となりメジャーレーベルの「Victor Entertainment」からトランスミュージックのCDを４枚リリース。
- 2006〜2010年 - トランスミュージックCDの反響を受け、若者の聖地である渋谷の「アトム (クラブ)」のサイケフロアのイベントプロデュースを一任され、長年にわたりクラブシーンを牽引。
- 2008〜2015年 - ファッションスタイルの新たなジャンルを確立し、それがきっかけとなり新刊雑誌が立ち上がった。その後カリスマ的な存在になり、ティーン誌の表紙を飾る。ほか多数のファッション誌にも登場。
- 2013〜2016年 - 自身がプロデュースするブランドの認知度が評価され、小売業界大手の「ドン・キホーテ (企業)」で全国販売された。
- 2014〜現在 - アパレル事業、カーディーラー事業、ヨーロッパへ日本製品の輸出事業を行っている。
- 2018〜現在 - ミュージシャンとして音楽活動スタートさせ、一年の間に11曲のオリジナル楽曲の制作。音楽番組、「Music monster」にも出演し、精力的な活動をみせている。

## ディスコグラフィ

### 楽曲情報
|     | 発売日         | タイトル                       | 規格                   |
| --- | -------------- | ------------------------------ | ---------------------- |
| 1st | 2018年7月20日  | The Starry Sky-                | デジタル・ダウンロード |
| 2nd | 2018年12月10日 | Five dimensions-               | デジタル・ダウンロード |
| 3rd | 2019年6月2日   | my way-                        | デジタル・ダウンロード |
| 4th | 2019年7月1日   | Waikiki (feat. KAYA AUGUSTIN)- | デジタル・ダウンロード |
| 5th | 2019年8月21日  | start line-(1stアルバム)       | デジタル・ダウンロード |

### 映像作品
|     | 発売日         | タイトル                       | 規格    |
| --- | -------------- | ------------------------------ | ------- |
| 1st | 2018年7月20日  | The Starry Sky-                | YouTube |
| 2nd | 2018年12月10日 | Five dimensions-               | YouTube |
| 3rd | 2019年6月2日   | my way-                        | YouTube |
| 4th | 2019年7月1日   | Waikiki (feat. KAYA AUGUSTIN)- | YouTube |
| 5th | 2019年8月21日  | start line-                    | YouTube |

## メディア出演
- 2019年09月23日 - 「Music monster」